# Valentin Ghionea
Valentin Ghionea (Craiova, 29 de abril de 1984) é um jogador de andebol romeno que joga atualmente pelo Sporting Clube de Portugal.